# Madeleine Attal
Pour les articles homonymes, voir Attal et Charvet.
Madeleine Attal, connue aussi comme Madeleine Attal-Charvet, née le 11 décembre 1921 dans le département de Constantine en Algérie française et morte le 13 janvier 2023 à Castries dans l'Hérault, est une actrice et metteuse en scène française.

## Biographie
En 1945, Madeleine Attal-Charvet est comédienne dans la compagnie du Peyrou, avant de prendre la tête de la troupe dramatique de la station de radiodiffusion de Montpellier où elle occupe successivement les postes de speakerine puis de metteuse en scène et de réalisatrice. Au théâtre, elle met en scène de nombreuses œuvres, dont La Pastorale des voleurs de Max Rouquette en 1960 au Festival de Carcassonne, ainsi que Gaslight de Patrick Hamilton, salle Molière à Montpellier en 1963. Elle a été directrice de Radio-France-Hérault de 1983 à 1984,, puis à Toulouse (Studios de la Cépière) directrice des programmes de France 3 Sud.
Sa dernière interprétation fut pour Neige film de Dominique Attali d'après l'œuvre de Maxence Fermine en 2001,
Elle meurt le 13 janvier 2023 à Castries, à l'âge de 101 ans.

## Hommage
Madeleine Attal est citoyenne d'honneur de la commune de Montaud (Hérault).